# Gand-Wevelgem
La Gand-Wevelgem (in fiammingo Gent-Wevelgem), ufficialmente denominata Gent-Wevelgem in Flanders Fields, è una corsa in linea maschile di ciclismo su strada che si svolge annualmente nelle Fiandre, in Belgio, con uno sconfinamento nel dipartimento del Nord, in Francia.
Fa parte delle Classiche del pavé e si tiene generalmente l'ultima domenica di marzo, una settimana prima del Giro delle Fiandre. Dal 2005 al 2010 è stata inserita nel calendario dell'UCI ProTour, mentre dal 2011 fa parte di quello dell'UCI World Tour.

## Storia
La Gand-Wevelgem venne creata nel 1934 da George Matthys come gara riservata ai dilettanti. Nel 1936 divenne competizione per ciclisti della categoria indipendenti, e solo nel 1945 venne aperta alle squadre di professionisti. A partire dal 1990 viene organizzata dal quotidiano belga in lingua fiamminga Het Nieuwsblad.
La corsa è una cosiddetta "classica per velocisti" vista la conformazione dell'arrivo, con un rettilineo in piano adatto ai velocisti. Plurivincitori della corsa sono Robert Van Eenaeme, Rik Van Looy, Eddy Merckx, Mario Cipollini, Tom Boonen e Peter Sagan, che si sono aggiudicati tre edizioni ciascuno.

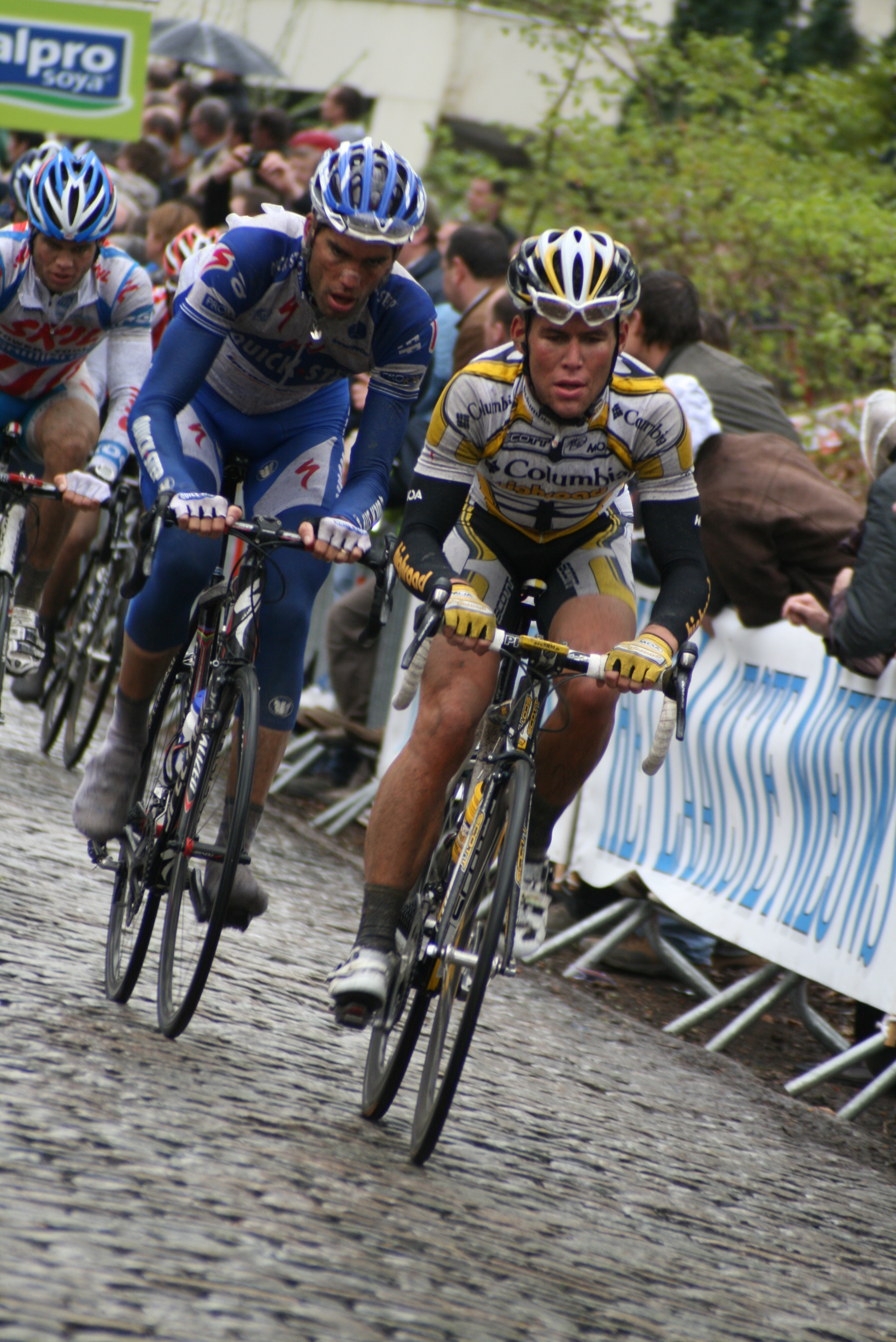
Maarten Wynants e Mark Cavendish sul monte Kemmel nel 2009

La Gand-Wevelgem 2016 ha vissuto la tragedia della morte in corsa di uno dei ciclisti impegnati nella gara, Antoine Demoitié, che durante una caduta è stato investito da una moto che seguiva la gara. Dal 2022 la corsa verrà organizzata da Flanders Classics, già organizzatore, tra le altre, del Giro delle Fiandre.

### Logo
Nel logo della competizione è presente un papavero stilizzato, che nei paesi anglosassoni richiama la memoria dei soldati caduti in battaglia nelle due guerre mondiali, e la scritta “In Flanders Fields”, titolo della famosa poesia scritta dal tenente colonnello dell’esercito canadese John McCrae, che proprio in queste zone durante la Grande guerra prestò servizio come chirurgo da campo.

## Percorso
Il percorso di gara congiunge le città di Gand, nelle Fiandre Orientali, e di Wevelgem, nelle Fiandre Occidentali. Si tratta di una competizione priva di particolari difficoltà, e spesso si risolve in una volata di gruppo; ciò nonostante è celebre l'asperità principale, la salita del Kemmelberg, lunga circa 1 km e caratterizzata da un fondo in pavé e forti pendenze (punte del 23%).
A dispetto del nome, la gara da diversi anni non inizia da Gand, ma dalla piazza del mercato di Deinze. Il percorso si sposta verso la regione costiera ad ovest del Belgio, per poi muoversi verso sud verso il confine con la Francia, percorrere una cinquantina di chilometri in territorio francese (dipartimento del Nord) attraversando Wormhout e Cassel e affrontando le prime cinque côte, quindi rientrare in Belgio, scalare il Monteberg e il Kemmelberg, prima di finire a Wevelgem.

## Albo d'oro
Aggiornato all'edizione 2025.
| Anno      | Vincitore                                           | Secondo                                             | Terzo                                               |
| --------- | --------------------------------------------------- | --------------------------------------------------- | --------------------------------------------------- |
| 1934      | Gustave Van Belle                                   | Maurice Vandenberghe                                | Jérôme Dufromont                                    |
| 1935      | Albert Depreitre                                    | Jérôme Dufromont                                    | Karel Catrysse                                      |
| 1936      | Robert Van Eenaeme                                  | Joseph Somers                                       | Gaston Denys                                        |
| 1937      | Robert Van Eenaeme                                  | Albert Ritserveldt                                  | Andé Hallaert                                       |
| 1938      | Hubert Godart                                       | Edmund Delathouwer                                  | Gustave Van Cauwenberghe                            |
| 1939      | André Declerck                                      | Frans Van Hellemont                                 | Albert Van Laecke                                   |
| 1940-1944 | non disputata a causa della seconda guerra mondiale | non disputata a causa della seconda guerra mondiale | non disputata a causa della seconda guerra mondiale |
| 1945      | Robert Van Eenaeme                                  | Maurice Van Herzele                                 | André Declerck                                      |
| 1946      | Ernest Sterckx                                      | Maurice Desimpelaere                                | Michel Remue                                        |
| 1947      | Maurice Desimpelaere                                | René Beyens                                         | Lucien Vlaemynck                                    |
| 1948      | Valère Ollivier                                     | Albert Ramon                                        | Hilaire Couvreur                                    |
| 1949      | Marcel Kint                                         | André Declerck                                      | Albert Decin                                        |
| 1950      | Alberic Schotte                                     | Albert Decin                                        | André Declerck                                      |
| 1951      | André Rosseel                                       | Raphaël Jonckheere                                  | Lionel Van Brabant                                  |
| 1952      | Raymond Impanis                                     | Maurice Blomme                                      | Alois De Hertog                                     |
| 1953      | Raymond Impanis                                     | Wim van Est                                         | Germain Derycke                                     |
| 1954      | Rolf Graf                                           | Ferdi Kübler                                        | Ernest Sterckx                                      |
| 1955      | Alberic Schotte                                     | Désiré Keteleer                                     | Raymond Impanis                                     |
| 1956      | Rik Van Looy                                        | Richard Van Genechten                               | Désiré Keteleer                                     |
| 1957      | Rik Van Looy                                        | André Noyelle                                       | Lucien Matthys                                      |
| 1958      | Noël Foré                                           | Rik Van Looy                                        | Fred De Bruyne                                      |
| 1959      | Léon Van Daele                                      | Jos Hoevenaers                                      | Jacques Anquetil                                    |
| 1960      | Frans Aerenhouts                                    | Frans De Mulder                                     | Joseph Planckaert                                   |
| 1961      | Frans Aerenhouts                                    | Raymond Impanis                                     | Yvo Molenaers                                       |
| 1962      | Rik Van Looy                                        | Frans Schoubben                                     | Armand Desmet                                       |
| 1963      | Benoni Beheyt                                       | Tom Simpson                                         | Michel Van Aerde                                    |
| 1964      | Jacques Anquetil                                    | Yvo Molenaers                                       | Rik Van Looy                                        |
| 1965      | Noël De Pauw                                        | Bernard Van De Kerckhove                            | Gustaaf De Smet                                     |
| 1966      | Herman Van Springel                                 | Noel Van Clooster                                   | Paul Jensen                                         |
| 1967      | Eddy Merckx                                         | Jan Janssen                                         | Edward Sels                                         |
| 1968      | Walter Godefroot                                    | Willy Van Neste                                     | Felice Gimondi                                      |
| 1969      | Willy Vekemans                                      | Roger De Vlaeminck                                  | Eric De Vlaeminck                                   |
| 1970      | Eddy Merckx                                         | Willy Vekemans                                      | Walter Godefroot                                    |
| 1971      | Georges Pintens                                     | Roger De Vlaeminck                                  | Gerben Karstens                                     |
| 1972      | Roger Swerts                                        | Felice Gimondi                                      | Eddy Merckx                                         |
| 1973      | Eddy Merckx                                         | Frans Verbeeck                                      | Walter Planckaert                                   |
| 1974      | Barry Hoban                                         | Eddy Merckx                                         | Roger De Vlaeminck                                  |
| 1975      | Freddy Maertens                                     | Frans Verbeeck                                      | Rik Van Linden                                      |
| 1976      | Freddy Maertens                                     | Rik Van Linden                                      | Frans Verbeeck                                      |
| 1977      | Bernard Hinault                                     | Vittorio Algeri                                     | Piet van Katwijk                                    |
| 1978      | Ferdi Van Den Haute                                 | Walter Planckaert                                   | Francesco Moser                                     |
| 1979      | Francesco Moser                                     | Roger De Vlaeminck                                  | Jan Raas                                            |
| 1980      | Henk Lubberding                                     | Alfons De Wolf                                      | Piet van Katwijk                                    |
| 1981      | Jan Raas                                            | Roger De Vlaeminck                                  | Alfons De Wolf                                      |
| 1982      | Frank Hoste                                         | Eddy Vanhaerens                                     | Alfons De Wolf                                      |
| 1983      | Leo van Vliet                                       | Jan Raas                                            | Frank Hoste                                         |
| 1984      | Guido Bontempi                                      | Eric Vanderaerden                                   | Pierino Gavazzi                                     |
| 1985      | Eric Vanderaerden                                   | Phil Anderson                                       | Rudy Dhaenens                                       |
| 1986      | Guido Bontempi                                      | Twan Poels                                          | Jean-Marie Wampers                                  |
| 1987      | Teun van Vliet                                      | Étienne De Wilde                                    | Herman Frison                                       |
| 1988      | Sean Kelly                                          | Gianni Bugno                                        | Ron Kiefel                                          |
| 1989      | Gerrit Solleveld                                    | Sean Yates                                          | Rolf Sørensen                                       |
| 1990      | Herman Frison                                       | Johan Museeuw                                       | Franco Ballerini                                    |
| 1991      | Džamolidin Abdužaparov                              | Mario Cipollini                                     | Olaf Ludwig                                         |
| 1992      | Mario Cipollini                                     | Johan Capiot                                        | Adriano Baffi                                       |
| 1993      | Mario Cipollini                                     | Eric Vanderaerden                                   | Džamolidin Abdužaparov                              |
| 1994      | Wilfried Peeters                                    | Franco Ballerini                                    | Johan Museeuw                                       |
| 1995      | Lars Michaelsen                                     | Maurizio Fondriest                                  | Luc Roosen                                          |
| 1996      | Tom Steels                                          | Giovanni Lombardi                                   | Johan Museeuw                                       |
| 1997      | Philippe Gaumont                                    | Andrei Tchmil                                       | Johan Capiot                                        |
| 1998      | Frank Vandenbroucke                                 | Lars Michaelsen                                     | Nico Mattan                                         |
| 1999      | Tom Steels                                          | Zbigniew Spruch                                     | Tristan Hoffman                                     |
| 2000      | Geert Van Bondt                                     | Peter Van Petegem                                   | Johan Museeuw                                       |
| 2001      | George Hincapie                                     | Léon van Bon                                        | Steffen Wesemann                                    |
| 2002      | Mario Cipollini                                     | Fred Rodriguez                                      | George Hincapie                                     |
| 2003      | Andreas Klier                                       | Henk Vogels                                         | Tom Boonen                                          |
| 2004      | Tom Boonen                                          | Magnus Bäckstedt                                    | Jaan Kirsipuu                                       |
| 2005      | Nico Mattan                                         | Juan Antonio Flecha                                 | Daniele Bennati                                     |
| 2006      | Thor Hushovd                                        | David Kopp                                          | Alessandro Petacchi                                 |
| 2007      | Marcus Burghardt                                    | Roger Hammond                                       | Óscar Freire                                        |
| 2008      | Óscar Freire                                        | Aurélien Clerc                                      | Wouter Weylandt                                     |
| 2009      | Edvald Boasson Hagen                                | Aljaksandr Kučynski                                 | Matthew Goss                                        |
| 2010      | Bernhard Eisel                                      | Sep Vanmarcke                                       | Philippe Gilbert                                    |
| 2011      | Tom Boonen                                          | Daniele Bennati                                     | Tyler Farrar                                        |
| 2012      | Tom Boonen                                          | Peter Sagan                                         | Matti Breschel                                      |
| 2013      | Peter Sagan                                         | Borut Božič                                         | Greg Van Avermaet                                   |
| 2014      | John Degenkolb                                      | Arnaud Démare                                       | Peter Sagan                                         |
| 2015      | Luca Paolini                                        | Niki Terpstra                                       | Geraint Thomas                                      |
| 2016      | Peter Sagan                                         | Sep Vanmarcke                                       | Vjačeslav Kuznecov                                  |
| 2017      | Greg Van Avermaet                                   | Jens Keukeleire                                     | Peter Sagan                                         |
| 2018      | Peter Sagan                                         | Elia Viviani                                        | Arnaud Démare                                       |
| 2019      | Alexander Kristoff                                  | John Degenkolb                                      | Oliver Naesen                                       |
| 2020      | Mads Pedersen                                       | Florian Sénéchal                                    | Matteo Trentin                                      |
| 2021      | Wout Van Aert                                       | Giacomo Nizzolo                                     | Matteo Trentin                                      |
| 2022      | Biniam Girmay                                       | Christophe Laporte                                  | Dries Van Gestel                                    |
| 2023      | Christophe Laporte                                  | Wout Van Aert                                       | Sep Vanmarcke                                       |
| 2024      | Mads Pedersen                                       | Mathieu van der Poel                                | Jordi Meeus                                         |
| 2025      | Mads Pedersen                                       | Tim Merlier                                         | Jonathan Milan                                      |

## Statistiche

### Vittorie per nazione
Aggiornato al 2025.
| Pos. | Nazione       | Vittorie |
| ---- | ------------- | -------- |
| 1    | Belgio        | 50       |
| 2    | Italia        | 7        |
| 3    | Paesi Bassi   | 5        |
| 4    | Francia       | 4        |
| 4    | Danimarca     | 4        |
| 6    | Germania      | 3        |
| 6    | Norvegia      | 3        |
| 6    | Slovacchia    | 3        |
| 9    | Austria       | 1        |
| 9    | Eritrea       | 1        |
| 9    | Irlanda       | 1        |
| 9    | Gran Bretagna | 1        |
| 9    | Spagna        | 1        |
| 9    | Stati Uniti   | 1        |
| 9    | Svizzera      | 1        |
| 9    | Uzbekistan    | 1        |

## Plurivincitori
- Robert Van Eenaeme, 3
- Eddy Merckx, 3
- Mario Cipollini, 3
- Tom Boonen, 3
- Rik Van Looy, 3
- Peter Sagan, 3
- Mads Pedersen, 3